# Felicià Serra i Mont
Felicià Serra i Mont (Lloret de Mar, La Selva, 1900 - Lloret de Mar, 9 d'agost de 1967) va ser un poeta i novel·lista català.

## Biografia
Va néixer en una casa del barri vell de la riera (a la cantonada del carrer de Sant Oleguer amb el de Santa Cristina) a una casa anomenada Cal Xerant. El seu pare era mariner. A causa d'aquesta vida viatgera, el jove Felicià anà també a Amèrica, en concret a Cuba. Des de 1917 fins a l'any 1923 va desenvolupar tasques de col·laborador i editor de diferents revistes catalanes que es feien a l'Havana.
Retornà a Espanya i decidí anar a viure a Barcelona. Alternant Lloret i la ciutat comtal, va escriure la novel·la Ànimes vincladisses, publicada l'any 1930. Aquesta novel·la fou la primera ambientada exclusivament en Lloret de Mar i els personatges estan agafats de la vida real. Tracta dels amors d'un pescador amb una noia del poble, interromputs per la presència d'una bella actriu de cine que havia vingut amb un grup de rodatge per filmar unes escenes a la vila.
Casat amb la Maria Teresa Turull i pare d'una filla, va entrar a treballar a la Casa del Llibre de Barcelona, on hi seria durant més de 25 anys.
L'any 1947, publicà un recull de poemes sobre la naturalesa, l'amor i la mar, titulat Ginesta, tarongina i alga. En aquest llibre reuní composicions de la seva joventut i també de la maduresa. Té inèdites obres de teatre i alguna altra novel·la, com la que es titula Per qué vaig matar. Els últims anys havia iniciat una sèrie de poemes breus dedicats a la seva vila natal.
Va morir el 1967 afectat d'una greu malaltia al cap i reposa al cementiri de Lloret.

## Obra literària
Novel·la
- Ànimes vincladisses, 1930
- Per què vaig matar, inèdit

Poesia
- Ginesta, tarongina i alga, 1947

Poemes de la sèrie dedicada a Lloret de Mar
- Platges de Lloret, sardana amb música de Vicenç Bou[3]
- Ermites de Lloret, amb música per Domènec Moner
- Palmeres de Lloret, inacabat

Poemes presentats als Jocs Florals de Barcelona
- Trèvol del cel, 1930
- Naixement de la deessa Mediterrània, 1930
- Els pardals de la Rambla, 1930
- A vós, jove del mas!, 1931